# Marianne Camasse
Marianne Camasse, född 2 september 1734 i Strasbourg, död 1 december 1807 i Paris, var en fransk skådespelare, balettdansare och salongsvärd. 
Hon var verksam i balettensemblen i Lunéville vid kung Stanislas Leszczyńskis hov. Hon engagerades sedan vid hovteatern i Mannheim. Hon var en populär scenartist och dansade balett och spelade komedi.  
Hon gifte sig 1751 morganatiskt med Kristian IV av Pfalz-Zweibrücken. Paret fick flera barn, som uteslöts ur arvsföljden. Hon fick titeln grevinnan av Forbach 1757, som inkluderade slottet Forbach i Lorraine. Efter makens död 1775 bosatte hon sig i Paris, där hon höll litterär salong. Hon blev omtyckt av Ludvig XVI och Marie-Antoinette och fick en fransk grevinnetitel. 
Under Skräckväldet (1793–1794) försökte hon först skydda sig med sitt tyska medborgarskap men tvingades fly 1793, varefter hennes slott och egendom konfiskerades.